# Yoshihiro Nishida
Yoshihiro Nishida (Ehime, 30 januari 1973) is een voormalig Japans voetballer.

## Carrière
Yoshihiro Nishida speelde tussen 1995 en 2003 voor Sanfrecce Hiroshima, Kyoto Purple Sanga, Avispa Fukuoka, Tokyo Verdy en Consadole Sapporo.